# (35055) 1984 RB
1984 RB (asteroide 35055) é um asteroide da cintura principal. Possui uma excentricidade de 0.09630850 e uma inclinação de 23.36492º.
Este asteroide foi descoberto no dia 2 de setembro de 1984 por Eleanor F. Helin em Palomar.